# Saccoploca excisa
Saccoploca excisa är en fjärilsart som beskrevs av W. Warren 1904. Saccoploca excisa ingår i släktet Saccoploca och familjen Uraniidae. Inga underarter finns listade.